# Степанова Тетяна Вікторівна
Степанова Тетяна Вікторівна (нар. 1962, Одеса, УРСР) — радянська та українська балетмейстерка, хореографка, танцівниця, критикиня, есеїстка та історик українського танцю.

## Життєпис
Своє навчання розпочала у Спеціальній балетній школі Одеси як учениця Клавдії Васіної, яка була ученицею відомої російської балерини та педагога Горпини Яківни. Завершила хореографічну освіту в Державному училищі балету і хореографії в Мінську [відсутнє в джерелі], де була ученицею Віри Швецової. Швецова виступала в Театрі Малі в Санкт-Петербурзі та Великому театрі опери та балету в Ризі. Закінчила художнє керівництво професійними балетними й танцювальними колективами та магістратуру з хореографічного мистецтва в консерваторії ім. Римського-Корсакова в Санкт-Петербурзі, де навчалася у Габріелли Комлєвої, Нікіти Долгушина та Ніколая Боярчикова, які були видатними танцівниками Маріїнського та Малій театрів у Санкт-Петербурзі. Вона також здобула ступінь магістра виконавських мистецтв в Університеті Короля Хуана Карлоса в Мадриді. Здобула ступінь доктора (PhD) з музикознавства (з відзнакою «Cum Laude») у Мадридському університеті Комплутенсе, захистивши дисертацію на тему «Преромантичний балет у Мадриді (1787-1833)".
Виступала як солістка в Одеському театрі опери та балету [відсутнє в джерелі] та Великому національному театрі опери та балету в Мінську.
З 1985 року є балетмейстером, викладає в Одесі, Саратові та Санкт-Петербурзі, Мадриді, Валенсії, Пуертольяно та Луго, а також в Ашії та Нішиномії.
Вона є засновницею та художньою директоркою Інституту танцювальних досліджень і навчання в Мадриді.
Працювала художнім керівником AIS Ballet Japan в Ашії (Японія), де ставила різні постановки. Вона особливо відома за збереження чистоти та оригінальних хореографічних версій класичної балетної спадщини. Її скорочена версія «Сплячої красуні» (1 година 20 хвилин) виділяється як твір, що вірно зберігає спадщину Маріуса Петіпа, включаючи як збережені етапи, так і доповнення, які він міг би включити. Прем'єра цієї версії відбулася 7 грудня 2008 року в Центрі виконавських мистецтв Хіого (Нішиномія, Японія) під назвою «Сюїта Сплячої красуні»". Вона також створила «Баядерку» (2010) (1 год. 33 хв), прем'єра якої відбулася 24 січня 2010 року у Великому залі Центру виконавських мистецтв Хіого.
Зараз вона керує Інститутом танцювальних досліджень і студій у Мадриді, Іспанія. [джерело?]